# Palliduphantes liguricus
Palliduphantes liguricus är en spindelart som först beskrevs av Simon 1929.  Palliduphantes liguricus ingår i släktet Palliduphantes och familjen täckvävarspindlar. Inga underarter finns listade i Catalogue of Life.